# Burtschak (Wassyliwka)
Burtschak (ukrainisch und russisch Бурчак) ist ein Dorf in der Ukraine.
Das 1814 gegründete Dorf liegt im Rajon Wassyliwka in der Oblast Saporischschja. Östlich des Ortes verläuft die 1874 errichtete Bahnstrecke Sewastopol–Charkiw mit dem Bahnhof Burtschazk (Бурчацьк) südöstlich des Ortes.

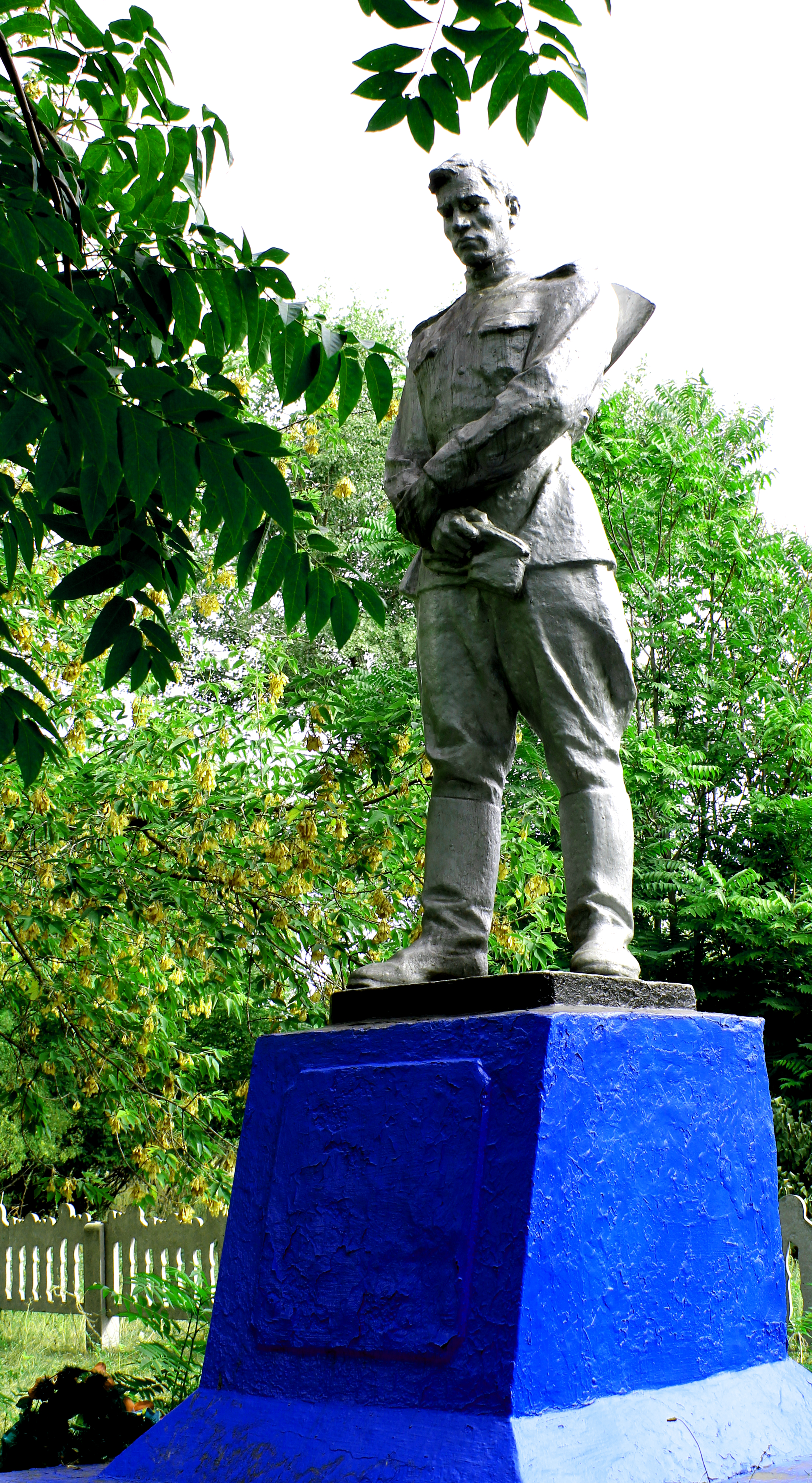
Denkmal im Ort

Im März 2022 wurde der Ort durch russische Truppen im Rahmen des Russischen Überfalls auf die Ukraine eingenommen und befindet sich seither nicht mehr unter ukrainischer Kontrolle.
Am 14. Dezember 2017 wurde das Dorf ein Teil der neugegründeten Siedlungsgemeinde Mychajliwka, bis dahin bildete es die gleichnamige Landratsgemeinde Burtschak (Бурчацька сільська рада/Burtschazka silska rada) im Norden des Rajons Mychajliwka.
Am 17. Juli 2020 kam es im Zuge einer großen Rajonsreform zum Anschluss des Rajonsgebietes an den Rajon Wassyliwka.

## Söhne und Töchter des Ortes
- Jewdokija Nossal (1918–1943), sowjetische Bomberpilotin